# Счастливый час

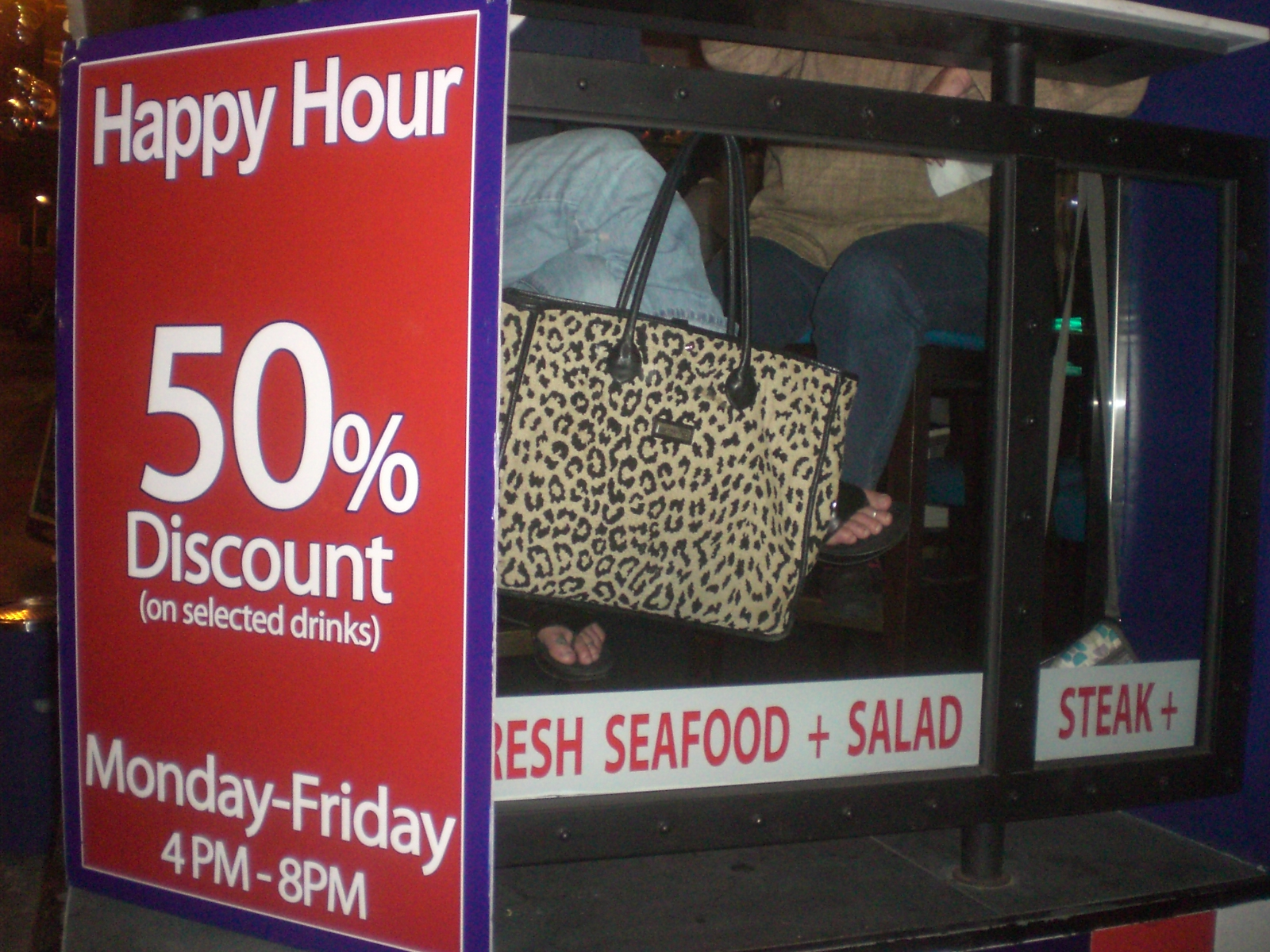
Щит у ресторана в Сохо (Гонконг) (Гонконг), гласящий: «Счастливый час. Скидка 50 % (на некоторые напитки). Понедельник—пятница, с 16 до 20 часов»

Счастливый час — маркетинговый термин, обозначающий время (обычно 2—4 часа в середине или конце рабочего дня по будням), в которое заведение (ресторан, кафе, бар, паб и им подобные) предоставляют клиентам крупную скидку (обычно 30—50 %) на разливные алкогольные напитки, реже — на закуски и блюда меню.

## Происхождение термина
В англоязычном мире словосочетание «счастливый час» (англ. happy hour) известно минимум со времён Шекспира: в пьесе «Генрих V» главный герой говорит Therefore, my lords, omit no happy hour / That may give furtherance to our expedition. В то время под этим термином подразумевалось лучшее время для начала длительного путешествия.
Во время Первой мировой войны термин получил распространение во флоте США: в 1913 году на борту дредноута «Арканзас» начали проводиться «счастливые часы», которые включали в себя разнообразные развлечения — боксёрские и борцовские поединки, музыку, танцы и кино.
Термин «счастливый час» в значении «алкогольные напитки со сниженной ценой» впервые фиксируется в Калифорнии с начала 1950-х годов.
Словарь The Random House Dictionary of American Slang (1959) определяет термин «счастливый час» как «дневную выпивку в баре».

## По странам

### Великобритания
Национальные обязательные лицензионные условия, введенные в 2010 году, требовали принятия «всех разумных мер», чтобы предотвратить «безответственные акции», касающиеся алкогольных напитков. Это, фактически, запретило традиционные «счастливые часы». В соответствии с пересмотренными в 2014 году условиями лицензиат «должен обеспечить», чтобы такие рекламные акции не проводились, хотя существует ряд исключений, учитывающих тип заведения и его послужной список.
В Глазго «счастливые часы» запрещены с января 2004 года.

### Ирландия
«Счастливый час» запрещён с августа 2003 года.

### Канада
С августа 2008 года в провинции Альберта «счастливый час» должен заканчиваться не позднее 20:00.
В провинции Онтарио не разрешается рекламировать данные скидки «таким образом, который может способствовать неумеренному потреблению алкоголя». До 2019 года словосочетание «счастливый час» было запрещено в данной маркетинговой кампании, но ограничение было снято.

### Нидерланды
В октябре 2012 года Koninklijke Horeca Nederland (лобби-группа в сфере гостинично-ресторанного бизнеса) согласилась запретить «счастливый час» в стране, если государство не повысит минимальный возраст употребления алкоголя. В марте 2013 года этот возраст был повышен с 16 до 18 лет, поэтому данная акция в стране продолжает существовать.

### Россия
В ресторане быстрого питания McDonald’s (в 2021 году) в «счастливый час» можно было купить «Выпечку» или «Десерт дня» за 1 рубль.

### США
См. также Список алкогольных законов США
Массачусетс был одним из первых штатов США, который ввел запрет на «счастливые часы» в декабре 1984 года. Декларируемые причины такого решения: предотвратить вождение в нетрезвом виде, избежать беспокойства окружающим от громких толп и публичного пьянства, а также препятствовать нездоровому потреблению большого количества алкоголя в короткие сроки. В марте 1985 года «счастливые часы» были отменены в клубах военных баз армии.

С июля 2011 года «счастливый час» в Пенсильвании увеличен с двух до четырёх часов.

С 1 января 2012 года «счастливые часы» отменены в Юте.

В июне 2012 года «счастливый час» стал законным в Канзасе после 26-летнего запрета.

В июле 2015 года в Иллинойсе был отменён 25-летний запрет на «счастливый час».

По состоянию на июль 2015 года, запреты на «счастливые часы» существовали на Аляске, Гавайях, в Делавэре, Индиане, Мэне, Массачусетсе, Северной Каролине, Оклахоме, Род-Айленде, Юте и Вермонте.

## Интернет
Термин «счастливый час» использовали и некоторые файлообменники. Например, RapidShare и Megaupload обозначали им время, в течение которого пользователи могли получить бесплатный доступ к некоторым премиальным функциям: обход капч, устранение очередей, повышение скорости скачивания файлов и т. д.